# Молдон
Мо́лдон (англ. Maldon [ˈmɔːldən], на местном варианте английского языка [ˈmɒːldən]) — город в графстве Эссекс (Англия), административный центр района Молдон.

## География

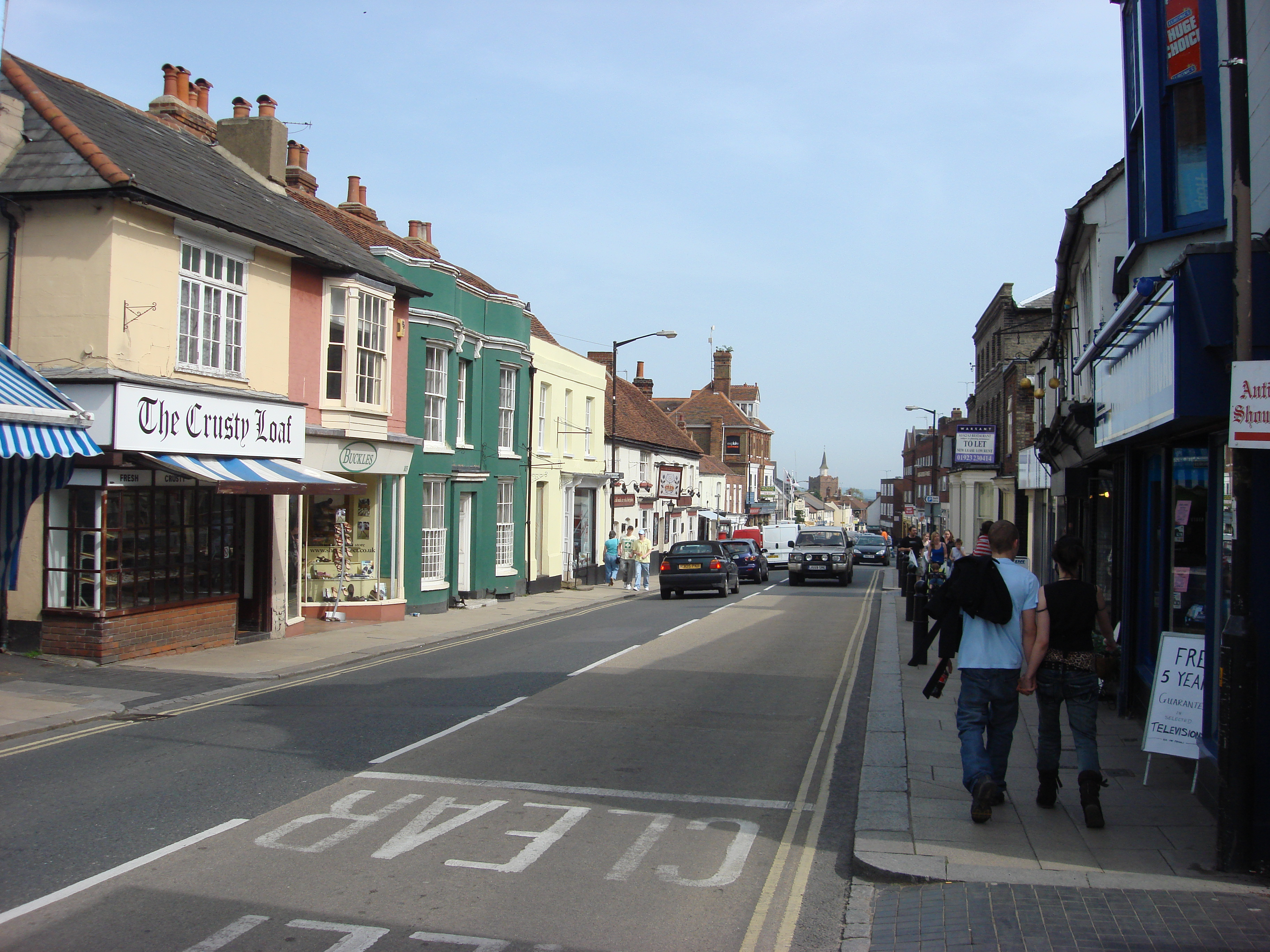

Город Молдон расположен в восточной Англии, в графстве Эссекс, на берегу реки Блэкуотер. Население города на 2001 год составляет 15 513 человек.

## История
В раннее Средневековье в окрестностях Молдона расселились саксы, в переводе со староанглийского название города означает «место собраний на холме». В эти времена Молдон был важнейшим англосаксонским портом и ремесленным центром. С 958 года в Молдоне чеканится монета — как для англосаксонских, так и затем для первых норманнских королей.
Наряду с Колчестером, Молдон был единственным городом Эссекса в англосаксонские времена. Здесь была резиденция короля Эдуарда Старшего, воевавшего со скандинавами, вторгавшимися в восточную Англию. В 924 году нападение датчан было отбито, но в 991 году англосаксы в битве при Молдоне были побеждены и вынуждены были платить дань. Впрочем, датчане не стали штурмовать город.
В Книге Страшного суда указывается, что в 1086 году в Молдоне проживало 180 полноправных горожан. В это время город получил от короля право на самоуправление (в обмен на боевого коня и военный корабль). В Молдоне насчитывались три торгово-ремесленные гильдии, члены которых традиционно устраивали сценические представления и мистерии преимущественно религиозного содержания (пока в 1574 они не были запрещены пуританами). Впоследствии для этих представлений приглашались профессиональные актёры, однако и эти пьески были запрещены в 1630 году окончательно. В XVII веке меценат Томас Плум основывает городскую библиотеку, в которую передаёт 7.000 книг, напечатанных между 1470 и 1704 годами (когда Т. Плум скончался). Он также перестроил городской собор св. Петра.
В XIX столетии Молдон был соединён с двумя железнодорожными линиями, однако в XX веке они обе были закрыты.

## Население
Население Молдона:
| Год  | Численность | Численность |
| ---- | ----------- | ----------- |
| 2001 | 15 513      |             |
| 2011 | 14 220      |             |

## Города-побратимы
- Брест, Беларусь (2 апреля 2012)[1][2]
- Вильпаризис[вд], Франция[3]
- Кёйк[вд], Нидерланды[3]